# Elías Arias Figueroa
Elías Arias Figueroa fue un político mexicano miembro del Partido Revolucionario Institucional. Nació en Minatitlán, Colima. En 1905 se embarcó a Manzanillo con dirección a Mazatlán, Sinaloa, donde permaneció hasta 1917. Regresó a Colima para apoyar la candidatura para gobernador de Felipe Valle. Fue diputado local en la XX Legislatura del Congreso del Estado de Colima y senador en la XXVIII Legislatura del Congreso de la Unión de México. 
| Predecesor: - | Senador por Colima 1918 - 1920 | Sucesor: Arturo Gómez Mancilla |